# З Росії з любов'ю (фільм)
«Із Росі́ї з любо́в'ю» (англ. From Russia With Love) — другий фільм про англійського суперагента Джеймса Бонда. Екранізація однойменного роману Яна Флемінга.

## Сюжет
Члени терористичної організації СПЕКТР Ернст Ставро Блофельд («номер перший»), Роза Клебб («номер третій») і Кронштейн («номер п'ятий») розробили операцію, метою якої є погіршення відносин між СРСР і Великою Британією, захоплення радянського шифрувального пристрою «Лектор» і вбивство агента англійської розвідки МІ-6 Джеймса Бонда (помста за вбивство Доктора Но). Для виконання цієї операції Клебб, користуючись тим, що вона за сумісництвом є радянським офіцером, вербує співробітницю радянського консульства в Туреччині Тетяну Романову. Романова повинна імітувати передачу «Лектора» англійським спецслужбам в особі Бонда, а потім агента 007 повинні вбити люди СПЕКТРа, а апарат за великі гроші продати назад у СРСР. Через це шеф МІ-6 «М» (Бернард Лі) викликає Бонда до себе, коли той відпочиває зі своєю дівчиною Сильвією Тренч.
У штаб-квартирі МІ-6 у Лондоні Бонд розмовляє з міс Маніпенні, а потім проходить брифінг з «М». Йому дають завдання вирушити до Стамбула, знайти Романову, отримати «Лектор» і привезти його до Англії. «Q» дає Бондові валізу, напхану шпигунськими пристроями. У Стамбулі агентові 007 допомагає авторитетний турок Керім-Бей. Вони стежать за радянським консульством і розробляють план вивезення апарата з Туреччини. Вони приїжджають у гості в циганський табір, де на них нападають люди болгарина Кріленка, пов'язаного з радянським консульством. Пізніше Керім-Бей убиває Кріленка. Потім Джеймс, Керім-Бей і Тетяна (яка встигла закохатись у Бонда) крадуть апарат і сідають на Східний експрес. Але з ними в потягу їде людина з радянського консульства. Вони з Керім-Беєм убивають один одного. У Загребі в потяг сідає один із найкращих агентів СПЕКТРа Ґрант. Він прикидається агентом МІ-6. Згодом у купе між Ґрантом і агентом 007 зав'язується бійка, і Бонд, за допомогою шпигунської валізи, вбиває Ґранта. Вони з Тетяною висаджуються десь в Югославії, але за ними женуться люди СПЕКТРа, проте Бонд і Романова втікають від них і приїжджають до Венеції.
Дізнавшись про провал, Блофельд наказує вбити Кронштейна, і наказує Клебб убити Бонда. Між нею і Бондом в номері готелю у Венеції розпочинається бійка, і Романова вбиває Клебб. Після цього Тетяна і Джеймс пливуть на човні каналами Венеції.

## У ролях
- Шон Коннері — Джеймс Бонд
- Даніела Б'янкі — Тетяна Романова
- Роберт Шоу — Ред Грант
- Лотте Лен'я[ru] — Роза Клебб
- Бернард Лі — M
- Владек Шейбал — Кронштейн
- Десмонд Ллевелін — Q
- Педро Армендаріс — Керім Бей
- Вальтер Готелл — Морзені